# Macropodus erythropterus
Macropodus erythropterus è un pesce d'acqua dolce appartenente alla famiglia Osphronemidae.

## Distribuzione e habitat
Diffuso in Vietnam, abita le acque dolci collinari (fiumi, torrenti, laghetti) ricche di arbusti e tronchi semisommersi, con ampia vegetazione.

## Descrizione
Il corpo è tozzo e allungato, robusto. Piuttosto compresso ai fianchi. La pinna dorsale e quella anale sono lunghe e terminano con una punta filamentosa. La coda è biforcuta ma molto ampia e allungata. Le ventrali sono appuntite, le pinne pettorali arrotondate.
La livrea prevede un colore di fondo variabile dal beige all'azzurro al marrone scuro: rossastro sul dorso, con una macchia più scura tra l'occhio e l'opercolo branchiale. Ogni scaglia presenta un bordo scuro, formando con le altre un reticolo. La pinna dorsale e quella anale sono variabili: dall'azzurro al marroncino screziato. A volte bordate di rosso. Le pinne ventrali sono rosso vivo. La coda è marroncina, tendente al rosso o all'azzurro. Il maschio presenta livrea più vivace e pinne più sviluppate.
Raggiunge una lunghezza di 6,5 cm.

## Comportamento
Ha un comportamento aggressivo nei confronti di altre specie e a volte anche dei conspecifici.

## Riproduzione
Come nelle altre specie della famiglia, il maschio produce un nido di bolle dove immette le uova appena fecondate durante l'accoppiamento.

## Acquariofilia
Seppur scoperto da pochi anni, è già ospitato in acquario da alcuni allevatori. Non ancora in globalmente in commercio, è oggetto di scambi tra gli appassionati.